# 大宗交易
大宗交易是指在證券交易所中買賣雙方交易的股票數量和金額非常巨大，比一般市場上的平均交易規模還要龐大許多。不同的交易所對大宗交易的範圍定義有所不同。